# Parafomoria cistivora
Parafomoria cistivora là một loài bướm đêm thuộc họ Nepticulidae. Nó được tìm thấy ở miền tây Mediterranean Region.
Chiều dài cánh trước là 2.3-2.6 mm đối với con đực và 2.1-2.6 mm đối với con cái. Con trưởng thành bay từ cuối tháng 8 đến cuối tháng 10. Có thể có một lứa một năm.
Ấu trùng ăn Cistus ladanifer, Cistus laurifolius, Cistus monspeliensis, Cistus populifolius và Cistus salviifolius. Chúng ăn lá nơi chúng làm tổ.